# Specie fossili di La Brea Tar Pits

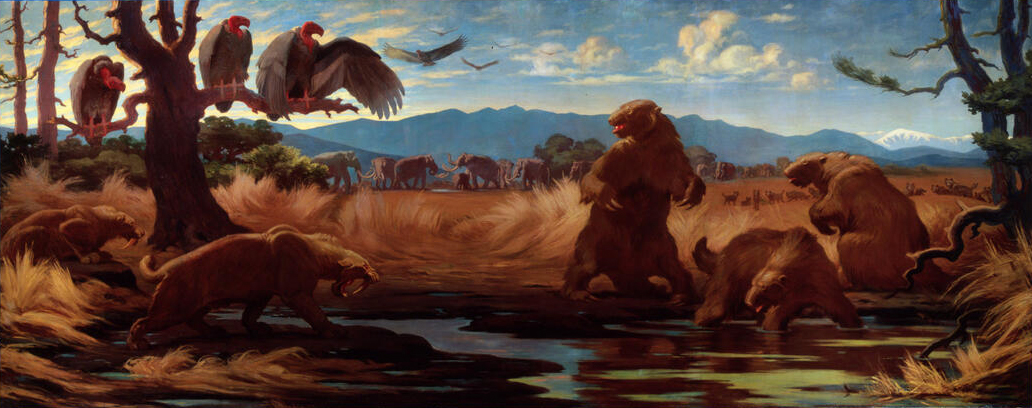
Ricostruzione della fauna di La Brea Tar Pits, di Charles R. Knight.

Di seguito è riportato un elenco di specie esistenti e ed estinte i cui fossili sono stati ritrovati nei pozzi di catrame di La Brea Tar Pits, situati nell'attuale Hancock Park, un parco cittadino nella sezione Miracle Mile del distretto del Mid-Wilshire a Los Angeles, California.
Alcuni dei fossili estratti dai pozzi di catrame sono esposti nell'adiacente George C. Page Museum of La Brea Discoveries nel parco. Le specie identificate ed raccolte da questi pozzi sono principalmente predatori del Pleistocene. Le croci (†) nell'elenco indicano le specie estinte.

## Mammiferi

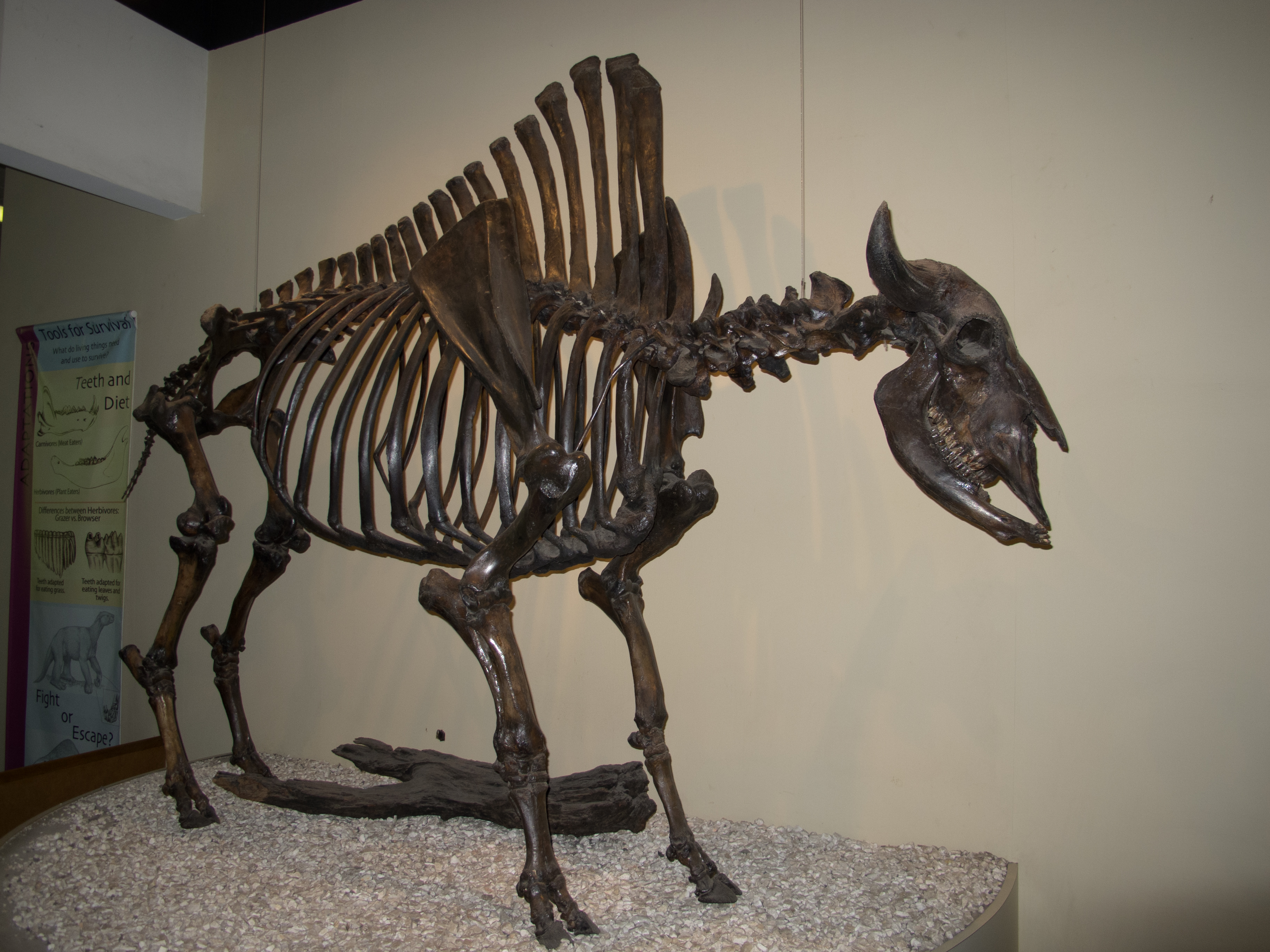
Bison antiquus

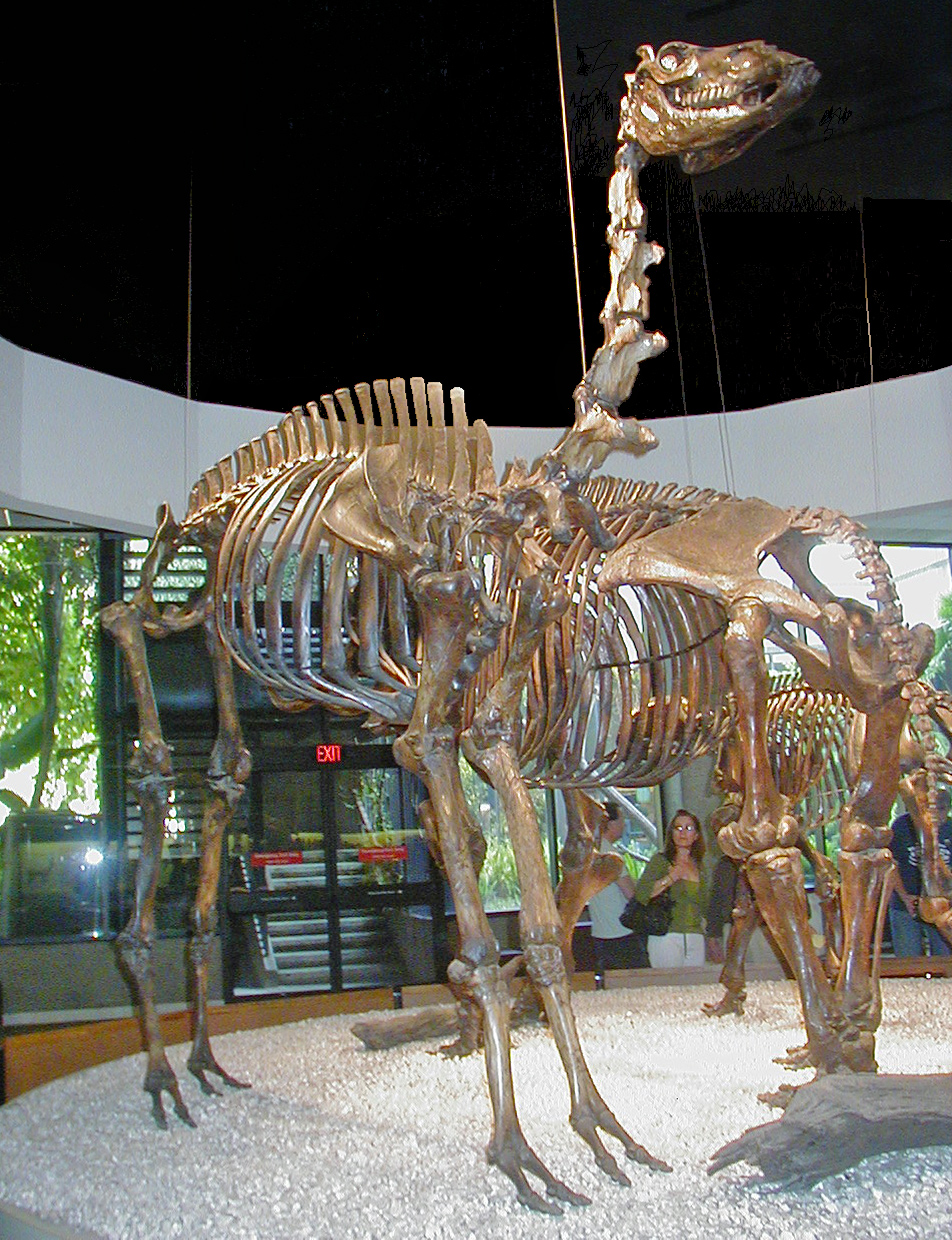
Camelops hesternus

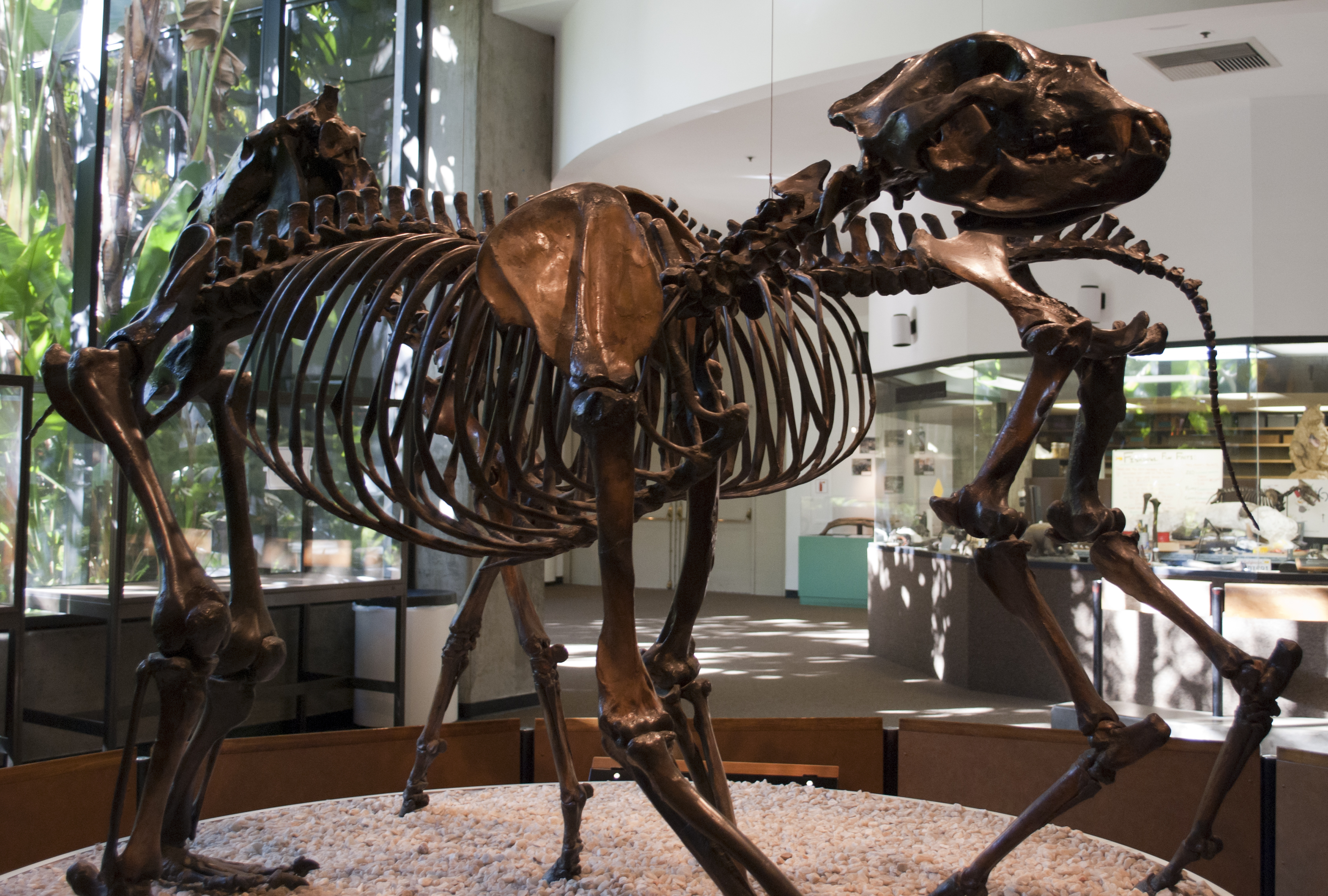
Arctodus simus

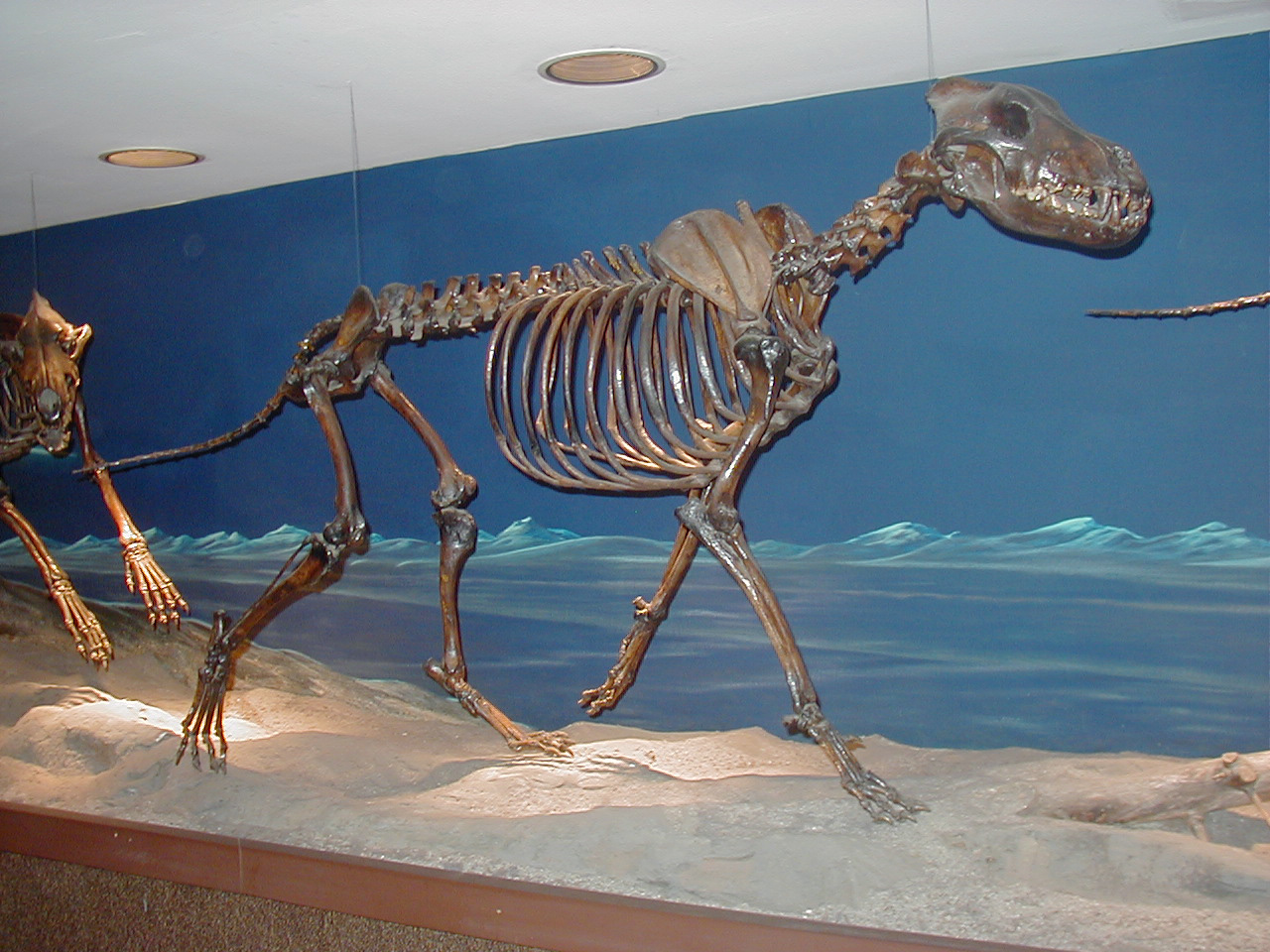
Lupo terribile (Canis dirus

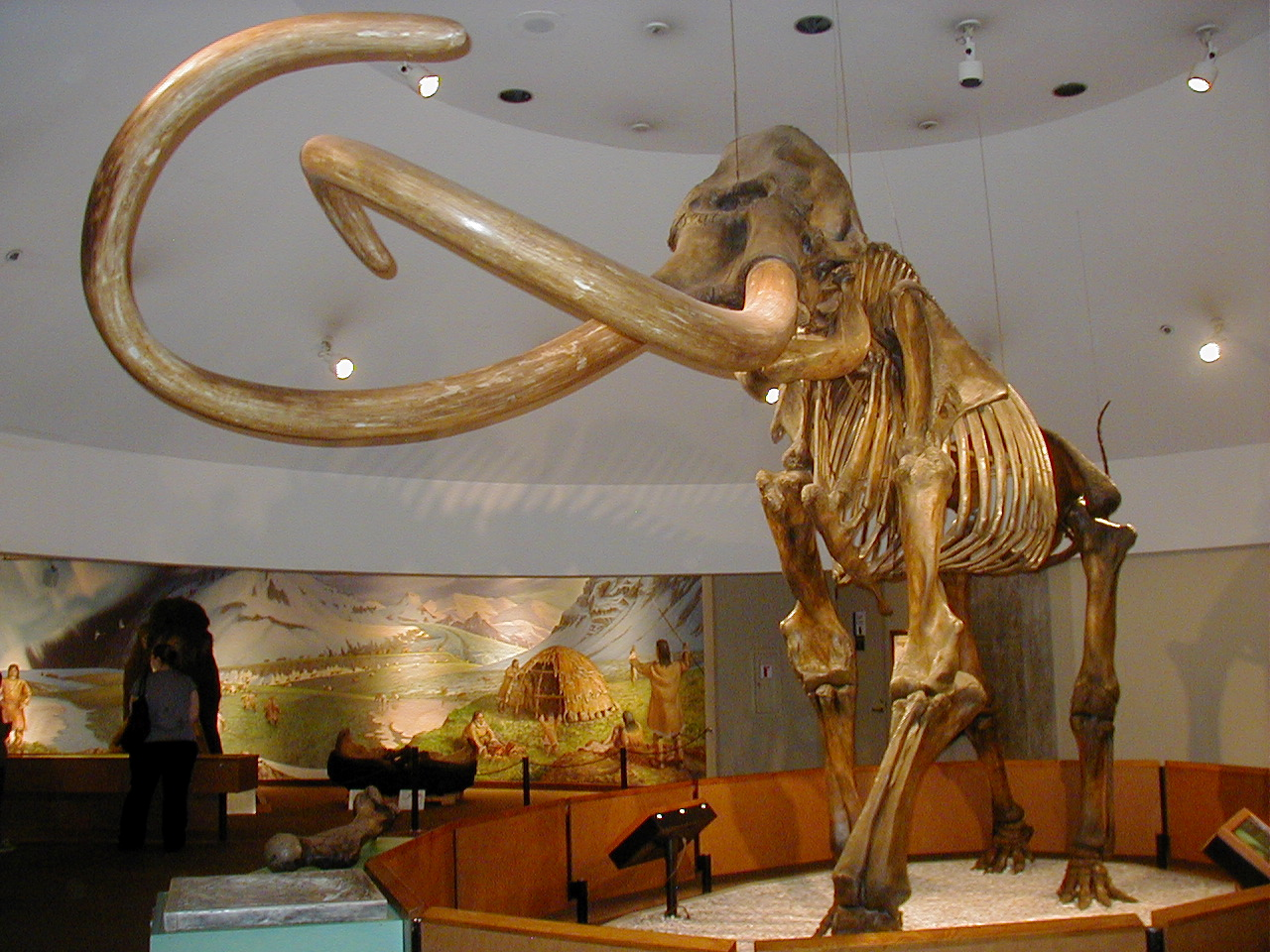
Mammut colombiano (Mammuthus colombi)

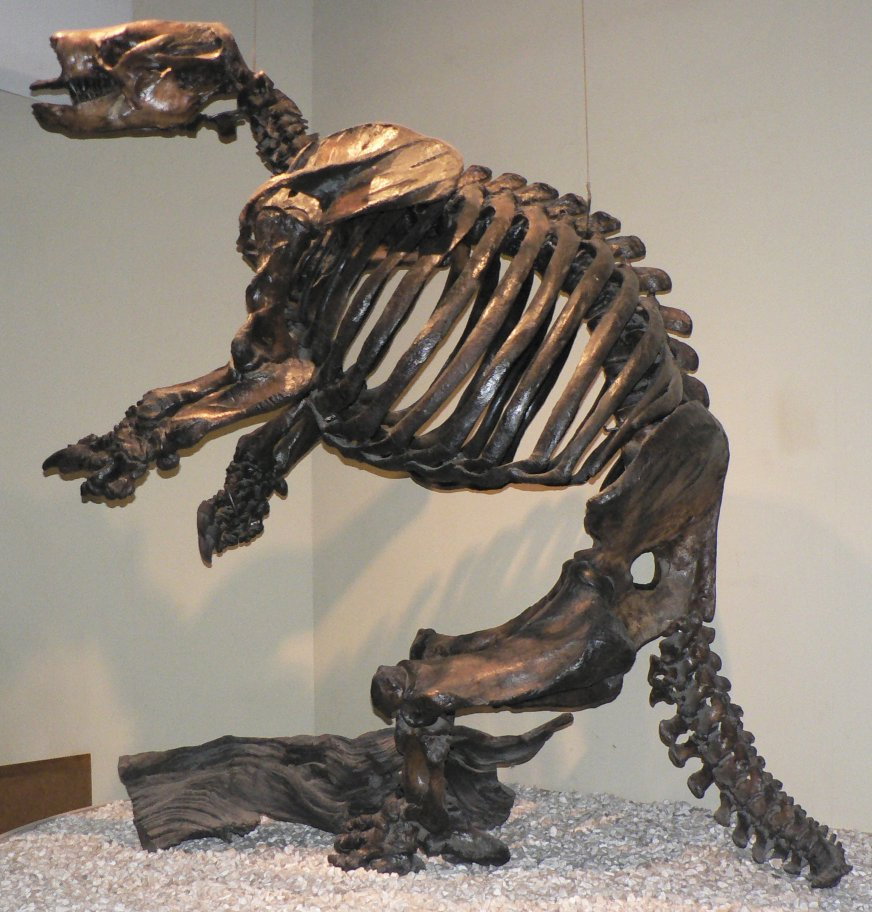
Paramylodon harlani

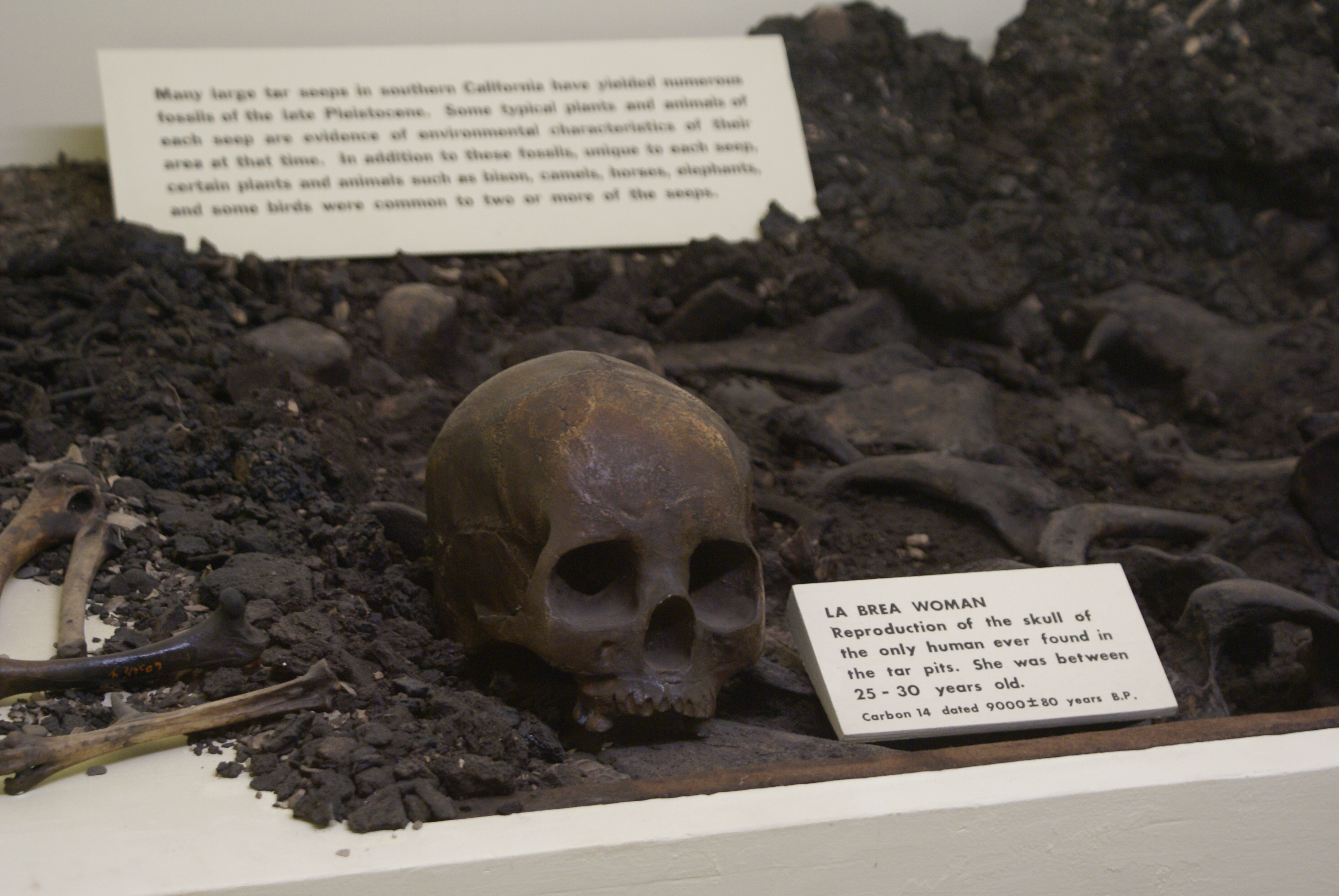
Calco del cranio di "Donna La Brea", in mostra al Santa Barbara Museum of Natural History.

### Artiodactyla
- Antilocapra (Antilocapra americana)
- † Bisonte antico (Bison antiquus)
- † Bisonte gigante (Bison latifrons)
- † Cammello americano (Camelops hesternus)
- † Antilocapra nana (Capromeryx minor)
- Cf. Wapiti (Cervus canadensis)
- † Cfr. Bue degli arbusti (Euceratherium collinum)
- † Lama faccia grossa (Hemiauchenia macrocephala)
- Cf. Cervo mulo (Odocoileus hemionus)
- Bighorn (Ovis canadensis)
- † Pècari (Platygonus compressus)

### Carnivora
- † Orso dal muso corto gigante (Arctodus simus)
- Gatto dalla coda ad anelli (Bassariscus astutus)
- † Lupo terribile (Canis dirus)
- Cane domestico (Canis lupus familiaris)
- † Coyote pleistocenico (Canis latrans orcutti)
- Lupo grigio (Canis lupus)
- † Tigre dai denti a scimitarra (Homotherium serum)
- Lince rossa (Lynx rufus)
- Moffetta comune (Mephitis mephitis)
- † Ghepardo americano (Miracinonyx inexpectatus)
- Donnola dalla coda lunga (Mustela frenata)
- † Leone americano (Panthera leo atrox)
- † Giaguaro nordamericano del pleistocene (Panthera onca augusta)
- Procione (Procyon lotor)
- Puma (Puma concolor)
- Urocione comune (Urocyon cinereoargenteus)
- Orso nero americano (Ursus americanus)
- Orso grizzly (Ursus arctos horribilis)
- † Tigre dai denti a sciabola (Smilodon fatalis)
- Moffetta macchiata occidentale (Spilogale gracilis)
- Tasso americano (Taxidea taxus)

### Chiroptera
- Pipistrello pallido (Antrozous pallidus)
- Vespertilio cenerino (Lasiurus cinereus)

### Pilosa
- † Bradipo terricolo di Harlan (Paramylodon harlani)
- † Bradipo terricolo di Jefferson (Megalonyx jeffersonii)
- † Bradipo terricolo di Shasta (Nothrotheriops shastensis)

### Soricomorpha
- Toporagno grigio di Crawford (Notiosorex crawfordi)
- Talpa dai piedi larghi (Scapanus latimanus)
- Toporagno ornato (Sorex ornatus)

### Lagomorpha
- Lepre dalla coda nera (Lepus californicus)
- Silvilago del deserto (Sylvilagus audubonii)
- Coniglio di boscaglia (Sylvilagus bachmani)

### Perissodactyla
- † Cavallo messicano (Equus conversidens)
- † Cfr. Cavallo occidentale (Equus occidentalis)
- † Tapiro californiano (Tapirus californicus)

### Primates
- Uomo (Homo sapiens)("Donna La Brea")

### Proboscidea
- † Mastodonte americano (Mammut americanum)
- † Mammut colombiano (Mammuthus columbi)

### Rodentia
- Ratto canguro agile (Dipodomys agilis)
- Arvicola della California (Microtus californicus)
- Neotoma dai piedi oscuri (Neotoma fuscipes)
- Topo della cavalletta meridionale (Onychomys torridus)
- Topo tascabile della California (Perognathus californicus)
- † Topo imperfetto (Peromyscus imperfectus)
- Topo del raccolto occidentale (Reithrodontomys megalotis)
- Scoiattolo di terra californiano (Otospermophilus beecheyi)
- Cf. Scoiattolo di terra di Merriam (Neotamias merriami)
- Geomide di Botta (Thomomys bottae)

## Uccelli

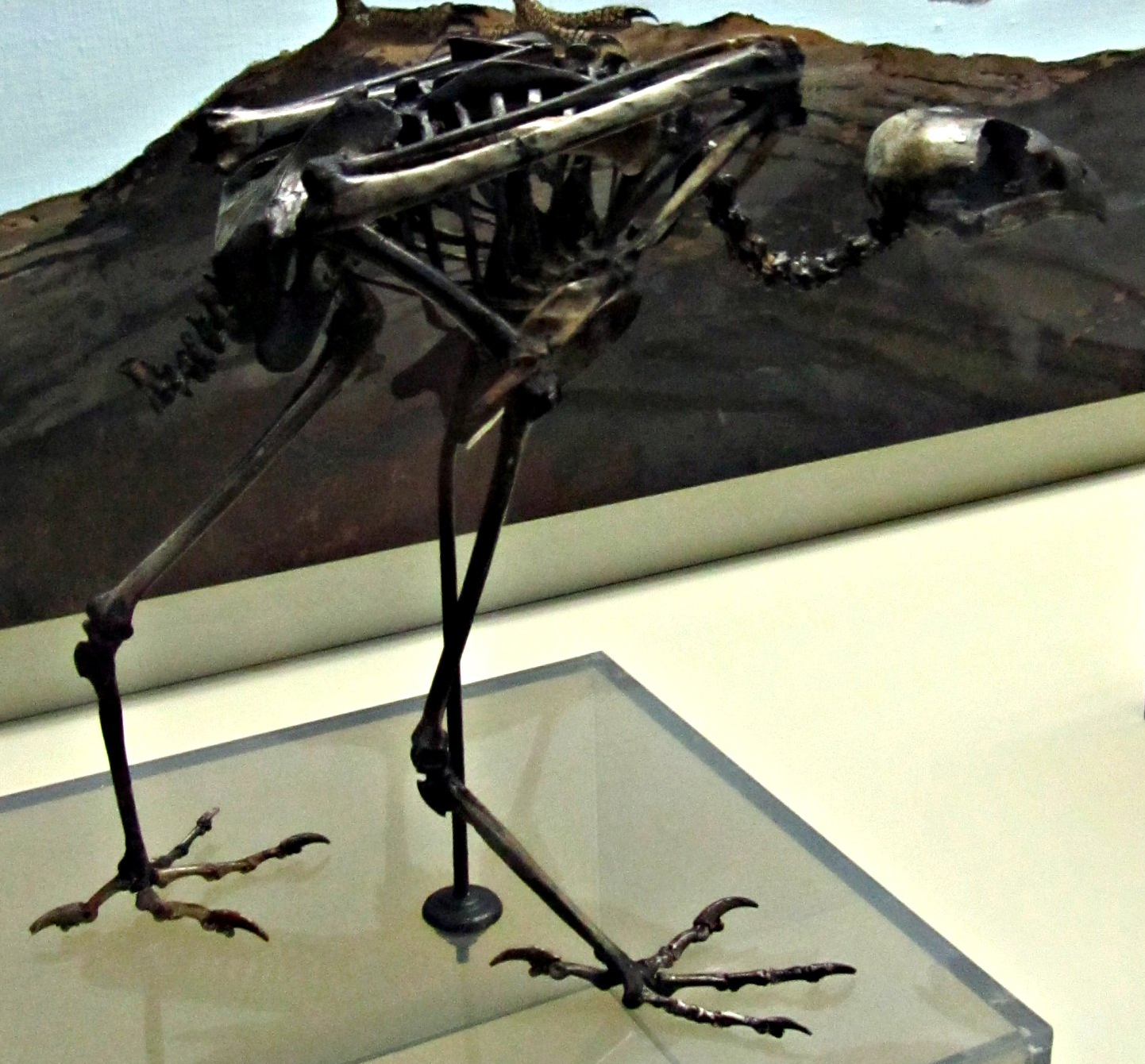
Caracara cheriway grinnelli

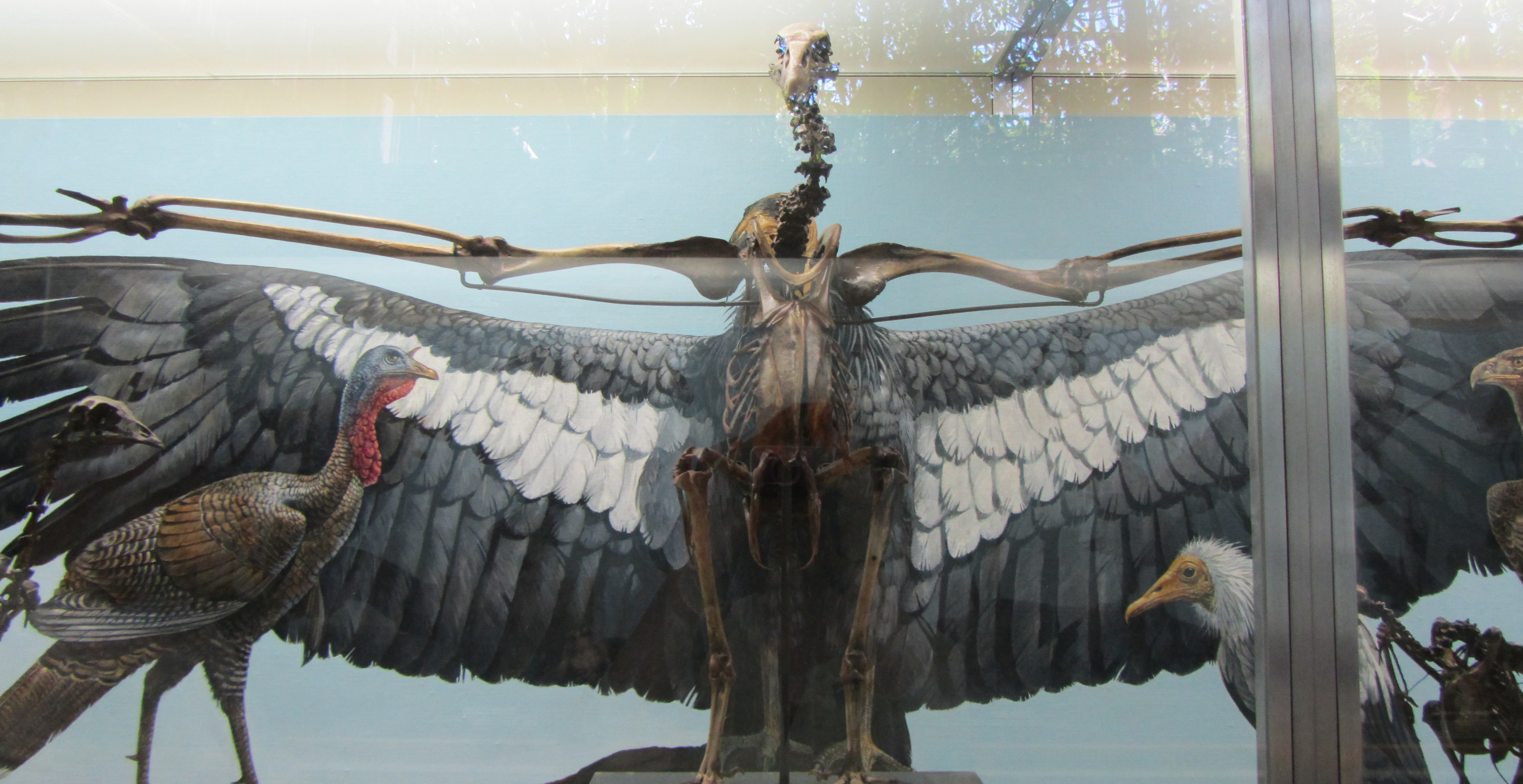
Gymnogyps amplus

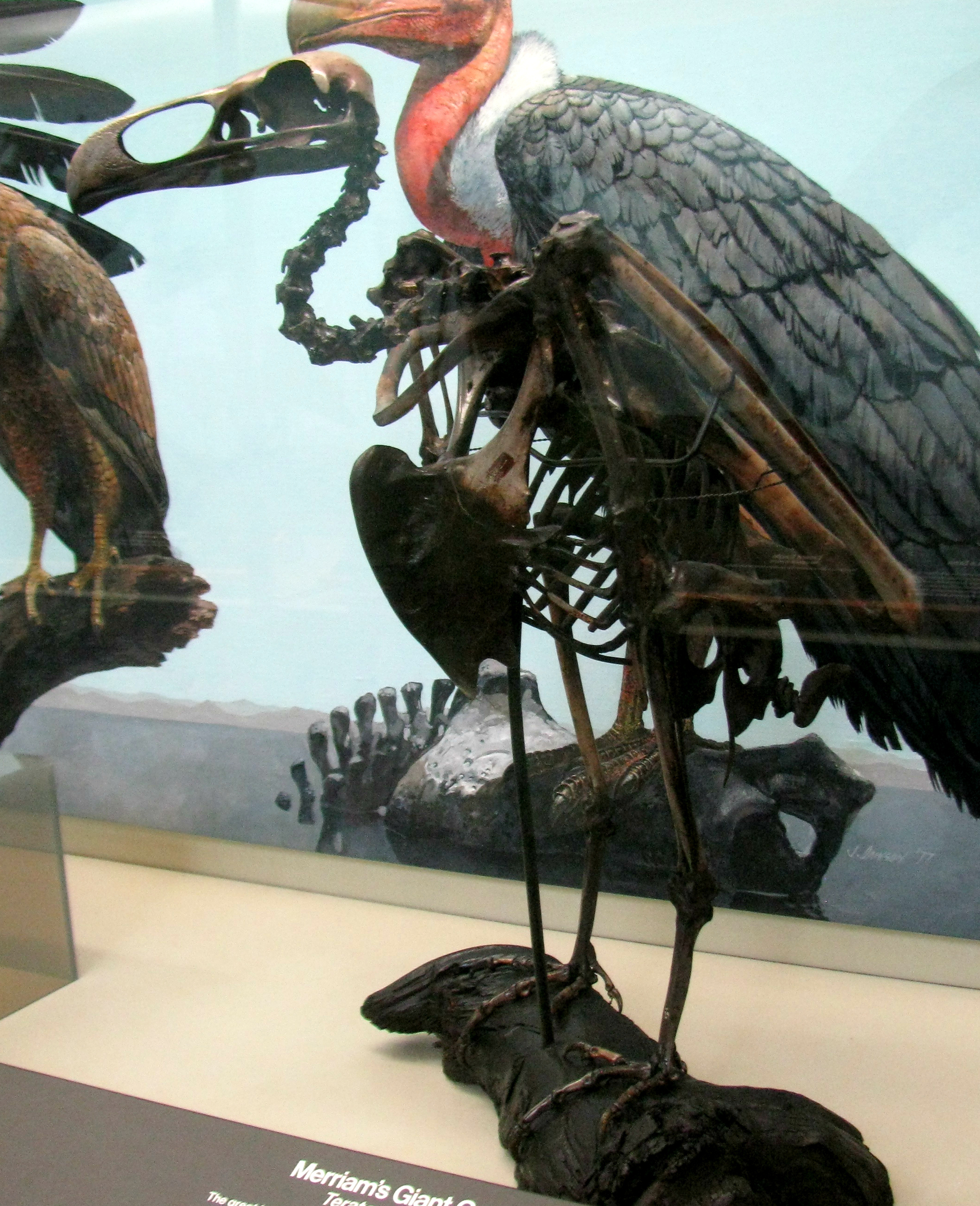
Teratornis

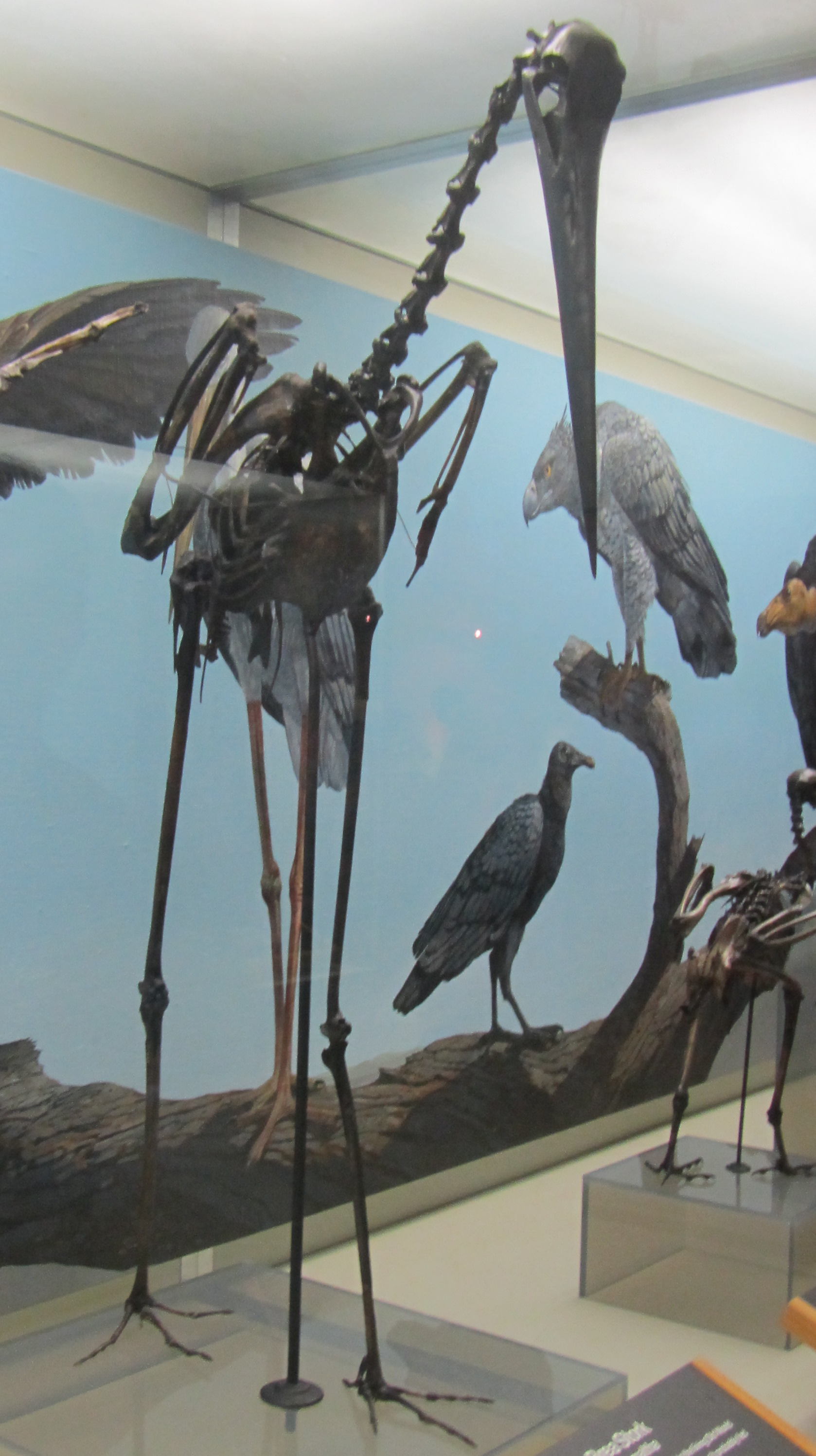
Ciconia maltha

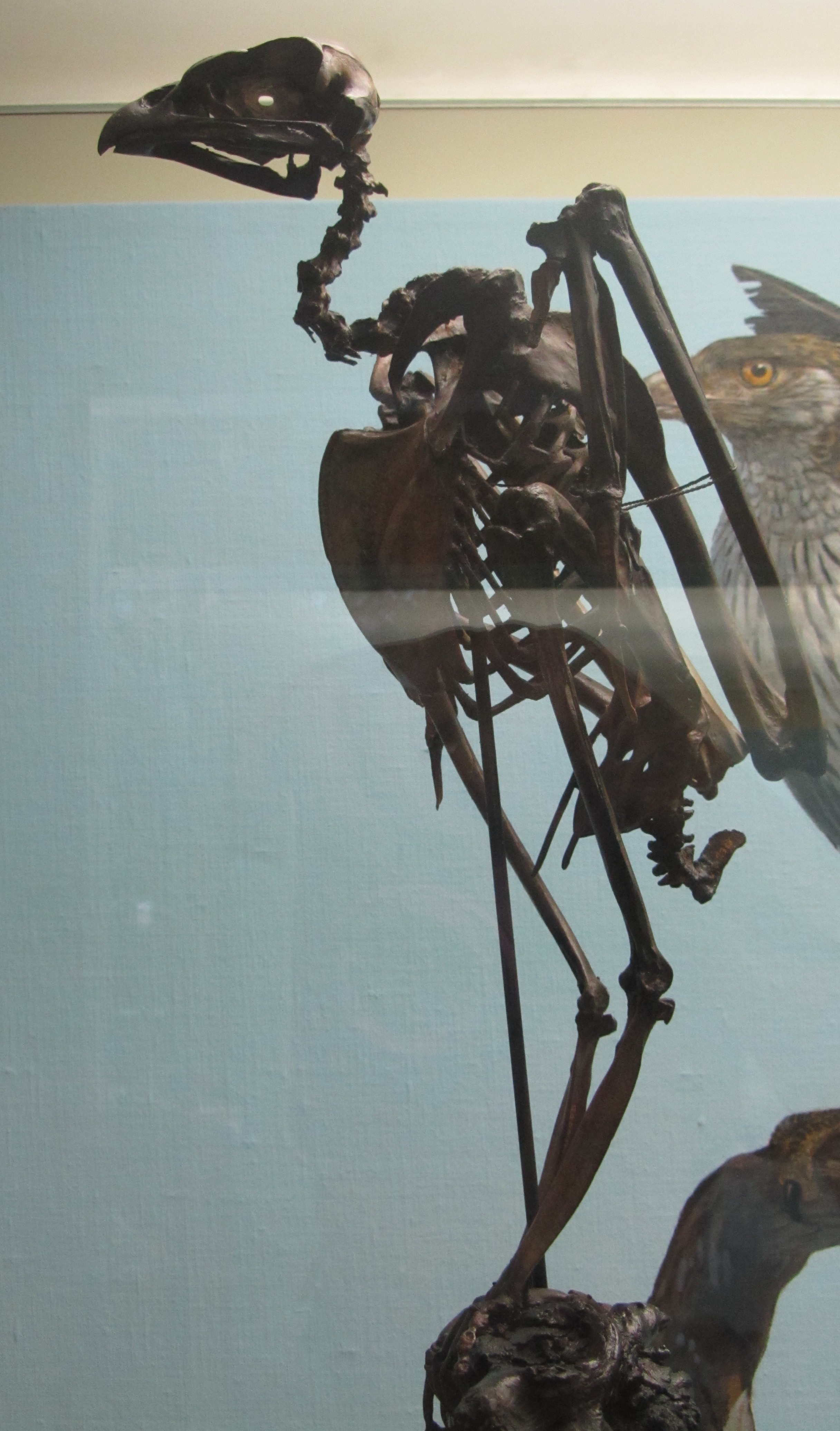
Buteogallus fragilis

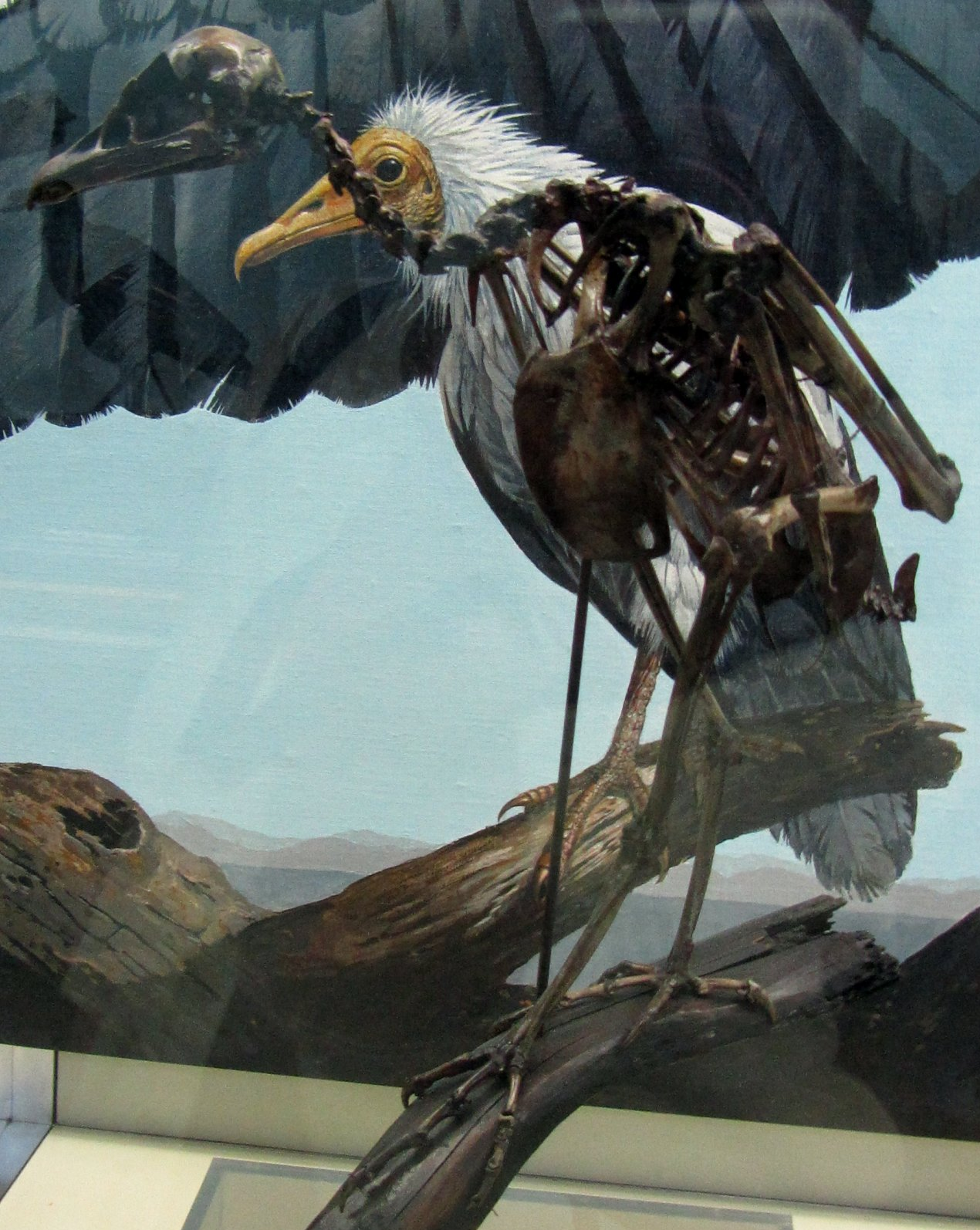
Neophrontops americanus

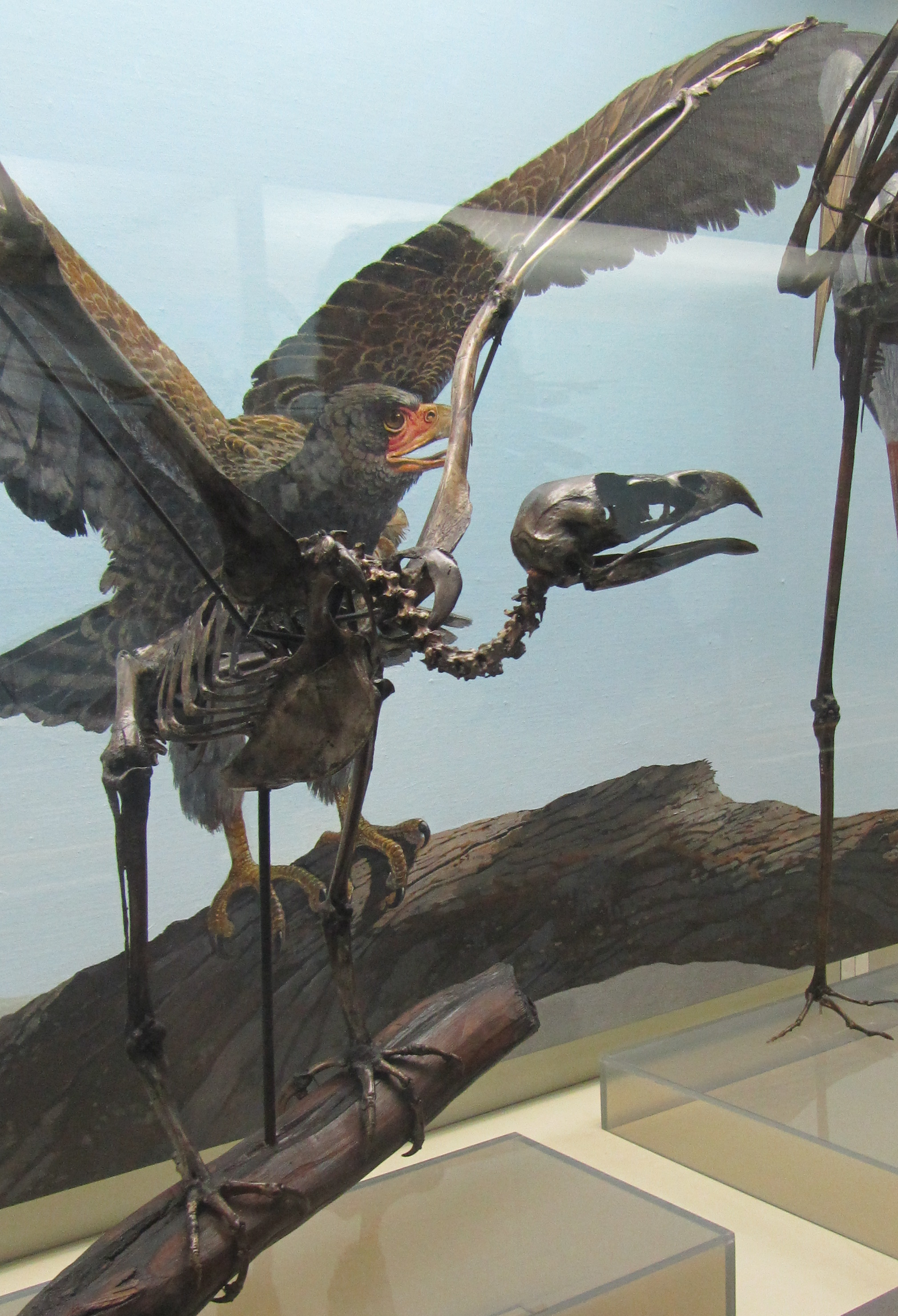
Neogyps errans

### Accipitriformes
- Astore (Accipiter gentilis)
- Sparviero americano (Accipiter striatus velox)
- Sparviere di Cooper (Accipiter cooperii)
- † Aquila di Woodward (Amplibuteo woodwardi)
- Aquila reale (Aquila chrysaetos)
- Poiana codarossa (Buteo jamaicensis)
- Poiana di Swainson (Buteo swainsoni)
- Poiana calzata (Buteo lagopus)
- Poiana ferruginosa (Buteo regalis)
- Poiana (Buteo sp.)
- † Aquila di Daggett (Buteogallus daggetti)
- † Aquila fragile (Buteogallus fragilis)
- Albanella reale (Circus cyaneus)
- Nibbio bianco (Elanus caeruleus)
- Aquila di mare testabianca (Haliaeetus leucocephalus)
- † Aquila errante (Neogyps errans)
- † Avvoltoio americano (Neophrontops americanus)*
- † Aquila crestata di Grinnell (Spizaetus grinnelli)

### Anseriformes
- † Anabernicula gracilenta
- Germano reale (Anas platyrhynchos)
- Canapiglia (Mareca strepera)
- Alzavola euroasiatica (Anas crecca)
- Alzavola cannella (Spatula cyanoptera)
- Mestolone comune (Spatula clypeata)
- Oca lombardella maggiore (Anser albifrons)
- Moriglione dorsotelato (Aythya valisineria)
- Oca canadese (Branta canadensis)
- Cf. oca colombaccio (Branta bernicla)
- Oca delle nevi (Anser caerulescens)
- Oca di Ross (Chen rossii|Anser rossii)
- Cigno minore (Cygnus columbianus)

### Caprimulgiformes
- Succiacapre comune (Phalaenoptilus nuttallii)

### Cathartiformes
- † Condor di La Brea (Breagyps clarki)
- Avvoltoio collorosso (Cathartes aura)
- † Cathartornis gracilis
- † Coragyps occidentalis
- † Gymnogyps amplus
- † Teratornis di Merriam (Teratornis merriami)

### Ciconiiformes
- † Cicogna di La Brea (Ciconia maltha)
- † Mycteria wetmorei

### Charadriiformes
- Piovanello tridattilo (Calidris alba)
- Piovanello pancianera (Calidris alpina)
- Totano semipalmato (Tringa semipalmata)
- Corriere americano (Charadrius vociferus)
- Beccacino di Wilson (Gallinago gallinago delicata)
- Gabbiano comune (Larus canus)
- Piro-piro pettorossiccio minore (Limnodromus griseus)
- Pittima marmoreggiata (Limosa fedoa)
- Chiurlo americano (Numenius americanus)
- Chiurlo hudsoniano (Numenius phaeopus hudsonicus)
- Avocetta americana (Recurvirostra americana)
- Gabbiano tridattilo (Rissa tridactyla)
- Totano zampegialle maggiore (Tringa melanoleuca)
- Falaropo beccolargo (Phalaropus fulicarius)
- Piviere grigio (Pluvialis squatarola)

### Columbiformes
- † Piccione migratore (Ectopistes migratorius)
- Piccione dalla coda fasciata (Patagioenas fasciata)
- Tortora luttuosa (Zenaida macroura)

### Cuculiformes
- Corridore della strada (Geococcyx californianus)

### Falconiformes
- Smeriglio (Falco columbarius)
- Falco di prateria (Falco mexicanus)
- Falco pellegrino (Falco peregrinus)
- Gheppio americano (Falco sparverius)
- Falco (Falco sp.)
- † Caracara di La Brea o settentrionale (Caracara cheriway grinnelli)

### Galliformes
- Quaglia della California (Callipepla californica)
- † Tacchino californiano (Meleagris californica)

### Gruiformes
- Folaga americana (Fulica americana)
- Gru canadese (Antigone canadensis)
- Gru americana (Grus americana)
- † Grus pagei

### Strigiformes
- Gufo boreale (Aegolius acadicus)
- Gufo di palude (Asio flammeus)
- Civetta delle tane (Athene cunicularia)
- Gufo della Virginia (Bubo virginianus)
- Gufo pigmeo settentrionale (Glaucidium gnoma)
- † Gufo di La Brea (Oraristrix brea)
- Assiolo americano orientale (Megascops asio)
- Barbagianni (Tyto alba)

### Passeriformes
- Cf. Merlo dalle ali rosse (Agelaius phoeniceus californicus)
- Passero di Bell (Amphispiza belli)
- Passero dalla gola nera (Amphispiza bilineata)
- Ghiandaia occidentale (Aphelocoma californica)
- Beccofrusone dei cedri (Bombycilla cedrorum)
- Lucherino delle pinete (Carduelis pinus)
- Cardellino americano (Carduelis tristis)
- Passero allodola (Chondestes grammacus)
- Frosone vespertino americano (Coccothraustes vespertinus)
- Cornacchia americana (Corvus brachyrhynchos)
- Cornacchia del nordovest (Corvus caurinus)
- Corvo imperiale (Corvus corax)
- Corvo del Chihuahua (Corvus cryptoleucus)
- Ghiandaia di Steller (Cyanocitta stelleri)
- Allodola golagialla (Eremophila alpestris)
- † Euphagus magnirostris
- Fringillidi indeterminati
- Icterus spp.
- Averla americana (Lanius ludovicianus)
- Passero canoro (Melospiza melodia)
- Vaccaro testa bruna (Molothrus ater)
- Nocciolaia di Clark (Nucifraga columbiana)
- Mimo della salvia (Oreoscoptes montanus)
- † Pandanaris convexa
- Cf. Cincia delle Montagne Rocciose (Parus gambeli)
- Passero volpe (Passerella iliaca)
- Gazza beccogiallo (Pica nuttalli)
- Beccogrosso dalla testa nera (Pheucticus melanocephalus)
- Parulinae indeterminata
- Pipilo orientale (Pipilo erythrophthalamus)
- Pipilo dei Canyon (Pipilo fuscus)
- † Pipilo angelensis
- Passero del vespro (Pooecetes gramineus)
- Cf. Sialia occidentale (Sialia mexicana)
- Passero cinguettante (Spizella passerina)
- Spizella sp.
- Prato occidentale (Sturnella neglecta)
- Thrasher californiano (Toxostoma redivivum)
- Pettirosso americano (Turdus migratorius)
- Tiranno di Cassin (Tyrannus vociferans)
- Merlo dalla testa gialla (Xanthocephalus sp.)
- Passero corona bianca (Zonotrichia leucophrys)

### Pelecaniformes
- Airone bianco maggiore (Ardea alba)
- Airone azzurro maggiore (Ardea herodias)
- Tarabuso americano (Botaurus lentiginosus)
- Airone striato (Butorides striatus)
- Garzetta nivea (Egretta thula)
- Airone azzurro minore (Egretta caerulea)
- Nitticora (Nycticorax nycticorax)
- Cormorano (Phalacrocorax sp.)
- Spatola rosata (Platalea ajaja)
- Ibis dalla faccia bianca (Plegadis chihi)

### Piciformes
- Picchio dorato (Colaptes auratus cafer)
- Picchio pileato (Dryocopus pileatus)
- Picchio di Lewis (Melanerpes lewisi)
- Picoides sp.
- Picchio (Sphyrapicus sp.)

### Podicipediformes
- Podilimbo (Podilymbus podiceps)
- Svasso (Podiceps sp.)

## Rettili, anfibi e pesci
- Cavedano di Arroyo (Gila orcuttii)
- Serpente giarrettiera (Thamnophis sp.)
- Serpente citello (Pituophis sp.)
- Serpente reale
- Trota iridea
- Serpente a sonagli
- Salamandra arborea (Aneides lugubris)
- Spinarello a tre spine (Gasterosteus aculeatus)
- Raganella (Hyla sp.)
- Rospo (Bufo sp.)
- Tartaruga d'acqua dolce occidentale

## Invertebrati
- Scorpionidae indet.
- Araneidae indet.
- Ostracoda indet.
- Isopoda
- Diplopoda (millepiedi)
- Anisoptera indet. (libellule)
- Ortotteri (cavallette e grilli)
- Isotteri (termiti)
- Hemiptera (veri insetti e cicale)
- Coleotteri
- Ditteri (mosche)
- Imenotteri (formiche e vespe)
- Scarabeo stercorario
- Cavalletta

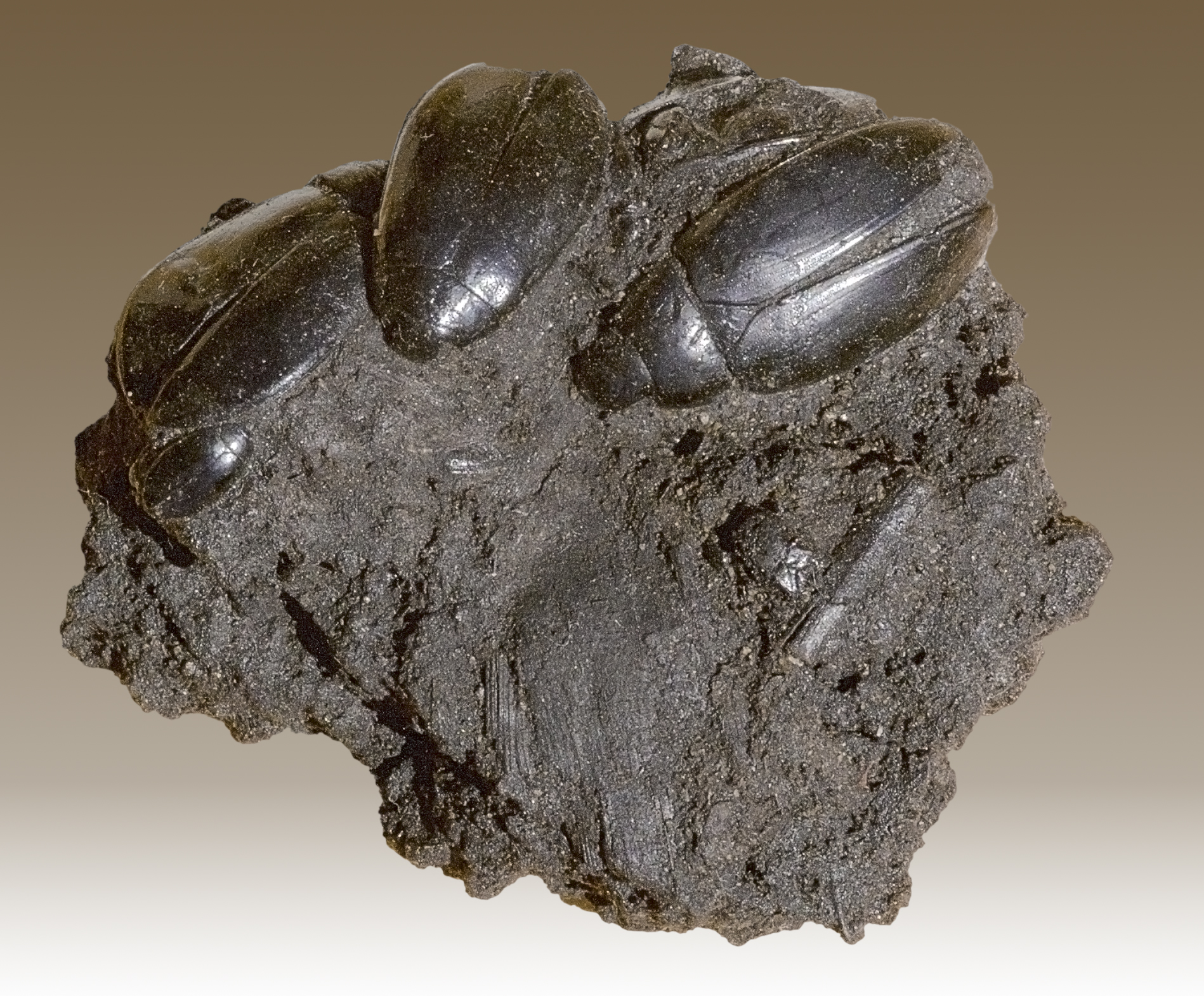
Hydrophilius sp.

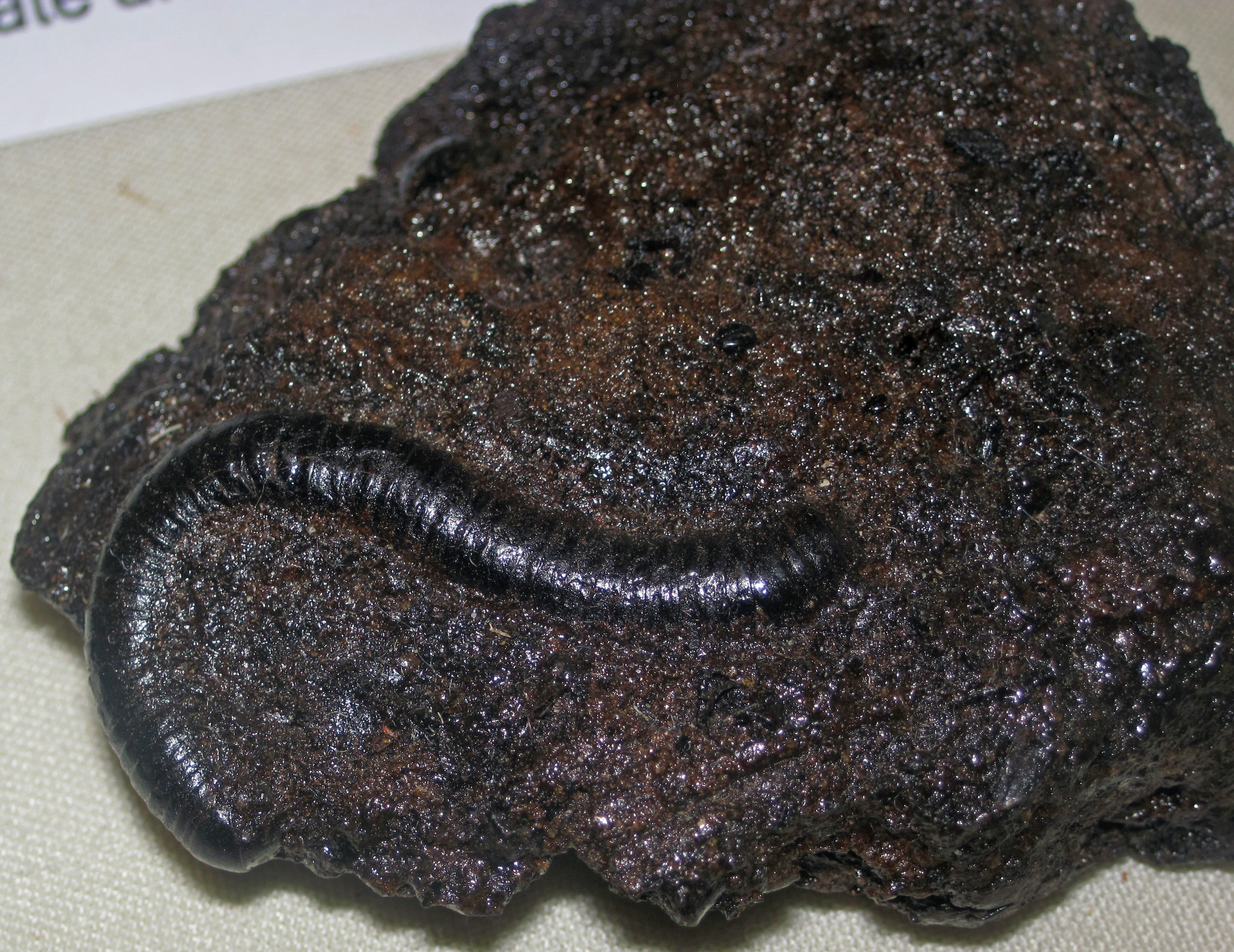
Millipiedi

- Megachile gentilis (ape tagliafoglie)
- Porcellini di terra

## Piante
- Ginepro della California (Juniperus californica)
- Quercia viva (Quercus agrifolia)
- Rovere velenoso occidentale (Toxicodendron diversilobum)
- Ambrosia
- Lampone occidentale (Rubus leucodermis)
- Cedro rosso (Thuja plicata)
- Sequoia californiana (Sequoia sempervirens)
- Sicomoro della California (Platanus racemosa)
- Cardo
- Noce della California (Juglans californica)